# Berg im Gau
Berg im Gau település Németországban, azon belül Bajorországban. Lakosainak száma 1401 fő (2023. december 31.).

## Népesség
A település népessége az elmúlt években az alábbi módon változott:
| Lakosok száma | 886  | 1597 | 1226 | 1005 | 1227 | 1277 | 1286 | 1281 | 1345 | 1401 |
|               | 1875 | 1950 | 1975 | 1987 | 2012 | 2014 | 2016 | 2017 | 2021 | 2023 |